# Laguna Hedionda
Laguna Hedionda är en sjö i Bolivia.   Den ligger i departementet Potosí, i den sydvästra delen av landet, 400 km sydväst om huvudstaden Sucre. Laguna Hedionda ligger 4 116 meter över havet. Arean är 4,5 kvadratkilometer. Den sträcker sig 2,7 kilometer i nord-sydlig riktning, och 2,7 kilometer i öst-västlig riktning.
Trakten runt Laguna Hedionda är ofruktbar med lite eller ingen växtlighet. Trakten runt Laguna Hedionda är nära nog obefolkad, med mindre än två invånare per kvadratkilometer.